# Maria Hartmann

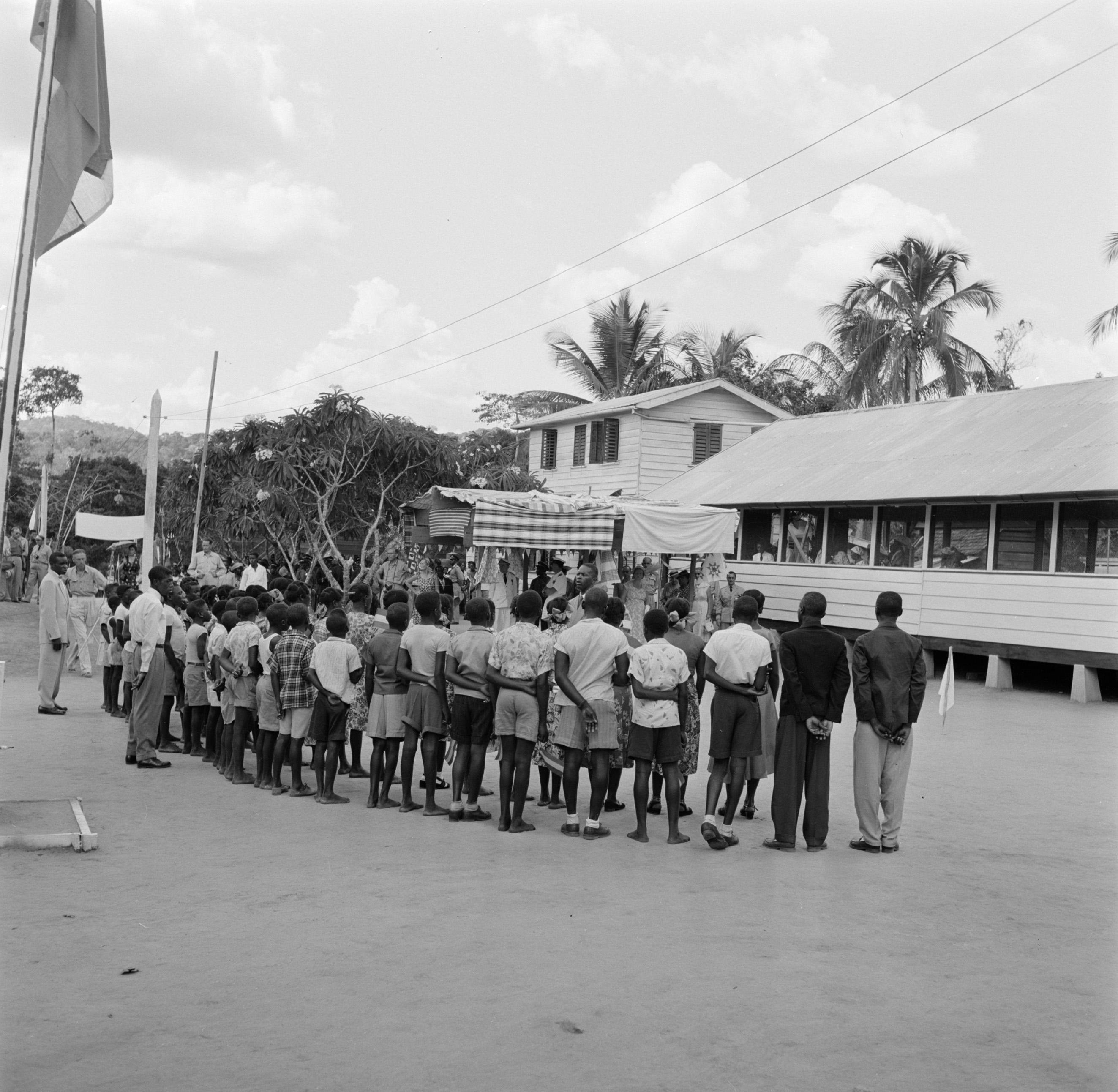
De school van Koffiekamp in 1955

Maria (ook Marie, Sorbisch: Marija Lobakojc) Lobach Hartmann (Turnow, 11 december 1798 - Paramaribo, 30 december 1853) was een in Duitsland geboren zendeling in Suriname van de Moravische kerk (Evangelische Broedergemeente).

## Biografie
Maria werd geboren in een Sorbische familie in Turnow, Neder-Lausitz, in het latere Oost-Duitsland. Ze trouwde met de zendeling Johann Gottlieb Hartmann en reisde in 1826 met hem mee naar Suriname. Het echtpaar woonde en werkte in Paramaribo en Charlottenburg, Wanhatti. Ze kregen vijf kinderen, onder wie Maria Heyde, die als kind naar Duitsland ging en eenmaal volwassen ook zendeling werd. Een ander kind trad ook in de voetsporen van zijn ouders en bleef in Suriname werken. Een van hun zonen ging naar Zuid-Afrika om daar met slaven te werken.
Na de dood van haar man in 1844 zette Maria de missie voort en werkte ze samen met de zwarte bevolking van Berg en Dal en Bambey. Ze reisde naar het binnenland om de vrijgelaten zwarte bevolking te onderwijzen. 1851 was een donker jaar waarin iedereen, op Hartmann na, stierf aan gele koorts. Hartmann verliet hierna Bambey en vertrok naar de bossen. Ze gaf les aan onder meer jongere zendelingen. Ze leed aan de olifantsziekte, maar bleef werken tot ze stierf. Na haar dood werd in een aantal artikelen haar voorbeeld geprezen.
Ze bracht het christendom in het dorp Koffiekamp in het ressort Sarakreek in 1851. De kerk werd gebouwd in 1853. Ondertussen werd ze ziek in haar hangmat aangetroffen door iemand uit haar parochie die bij haar aankwam om getuige te zijn van de wijding van de kerk. Op 22 december 1853 werd ze naar Paramaribo vervoerd, waar ze op 30 december stierf.
In 1965 verdween Koffiekamp onder water na de bouw van de Afobakadam. De dorpelingen werden hervestigd in Maréchalkreek en Tapoeripa.